# Lijst van gemeenten in Çanakkale
Onderstaande lijst bevat alle gemeenten (2000) in de Turkse provincie Çanakkale.
| District  | Gemeente     |
| --------- | ------------ |
| Ayvacık   | Ayvacık      |
| Ayvacık   | Gülpınar     |
| Ayvacık   | Küçükkuyu    |
| Bayramiç  | Bayramiç     |
| Biga      | Balıklıçeşme |
| Biga      | Biga         |
| Biga      | Gümüşçay     |
| Biga      | Karabiga     |
| Biga      | Kozçeşme     |
| Biga      | Yeniçiftlik  |
| Bozcaada  | Bozcaada     |
| Çan       | Çan          |
| Çan       | Terzialan    |
| Çanakkale | Çanakkale    |
| Çanakkale | İntepe       |
| Çanakkale | Kepez        |
| Çanakkale | Kumkale      |
| Eceabat   | Eceabat      |
| Ezine     | Ezine        |
| Ezine     | Geyikli      |
| Ezine     | Mahmudiye    |
| Gelibolu  | Bolayır      |
| Gelibolu  | Evreşe       |
| Gelibolu  | Gelibolu     |
| Gelibolu  | Kavakköy     |
| Gökçeada  | Gökçeada     |
| Lapseki   | Çardak       |
| Lapseki   | Lapseki      |
| Lapseki   | Umurbey      |
| Yenice    | Akçakoyun    |
| Yenice    | Hamdibey     |
| Yenice    | Kalkım       |
| Yenice    | Pazarköy     |
| Yenice    | Yenice       |